# 卡昂-诺曼底大学
卡昂-诺曼底大学（法語：Université Caen-Normandie），是法国卡昂的一所公立综合性大学。

## 历史
大学最早由兰开斯特的约翰，第一代贝德福德公爵成立于1432年，并由于法国大革命的爆发，学校于1793年9月关闭。学校在1896年又重新成立。学校设在鲁昂和勒芒的学院后来分别独立成为了鲁昂-诺曼底大学和勒芒大学，而鲁昂-诺曼底大学原来设于勒阿弗尔的学院也独立位勒阿弗尔大学。

## 院系设置
- 法律公共管理学院
- 社会科学学院
- 外语学院
- 心理学学院
- 医学学院
- 科学学院
- 经济管理地理学院
- 体育学院[4]
- 阿朗松大学技术学院
- 卡昂大学技术学院
- 瑟堡-奥克特维尔大学技术学院
- 高等教育师范学校
- 诺曼底工程师学校
- 卡昂大学管理学院